# Tanya van Graan
Tanya van Graan (Ciudad del Cabo, 13 de diciembre de 1983) es una actriz, cantante y modelo sudafricana, reconocida por su participación en los largometrajes Zulu y Starship Troopers 3: Marauder. Ha participado en producciones de cine y televisión en su natal Sudáfrica y a nivel internacional.

## Carrera
Adicionalmente a su aparición en producciones de cine y televisión sudafricanas, van Graan ha actuado en filmes internacionales como la película de ciencia ficción Starship Troopers 3: Marauder de Edward Neumeier, interpretando el papel de la sargento Sunday junto con Jolene Blalock y Casper Van Dien. En 2010 protagonizó la cinta Lost Boys: The Thirst en el papel de Lily junto a Tanit Phoenix y Corey Feldman. El mismo año interpretó el papel de Holly en el filme de acción Death Race 2 y trabajó nuevamente con Tanit Phoenix en su secuela de 2013 Death Race: Inferno. Ese mismo año encarnó a Tara en la película de suspenso Zulu de Jérôme Salle junto a Orlando Bloom y Forest Whitaker.

## Plano personal
En 2014 la actriz se casó con Kasper Kristofferson en La Residence, Franschhoek.

## Filmografía

### Cine
| Año  | Título                          | Papel            |
| ---- | ------------------------------- | ---------------- |
| 2004 | Kofifi                          | Karen            |
| 2008 | Starship Troopers 3: Marauder   | Sargento Sunday  |
| 2010 | Mad Cow                         | Charlize         |
| 2010 | Lost Boys: The Thirst           | Lily             |
| 2010 | Death Race 2                    | Holly            |
| 2013 | Death Race 3: Inferno           | Amber            |
| 2013 | Zulu                            | Tara             |
| 2013 | Jimmy in Pien                   | Jueza            |
| 2014 | SEAL Team 8: Behind Enemy Lines | Collins          |
| 2014 | Die Spook van Uniondale         | Marie            |
| 2016 | Geraubte Wahrheit               | Melissa          |
| 2017 | 24 Hours to Live                | Jasmine Morrow   |
| 2018 | Tremors: A Cold Day in Hell     | Dra. Rita Sims   |
| 2020 | The Empty Man                   | Allison Lasombra |

### Televisión
| Año  | Título                | Papel           | Notas       |
| ---- | --------------------- | --------------- | ----------- |
| 2004 | Snitch                | Talen Aimes     | 1 episodio  |
| 2008 | Strictly Come Dancing | Ella misma      | Concursante |
| 2008 | Malan en Kie          | Chantelle       |             |
| 2017 | Dating Game Killer    | Shauna Bradshaw | Telefilme   |